# Junín (Buenos Aires)
Junín é uma cidade da Argentina, localizada no noroeste da província de Buenos Aires, em plena região do Pampa, às margens do Rio Saladoa 260 km da Cidade de Buenos Aires.
Sua população é de 87.510 habitantes (2010). A cidade é tida como um importante centro regional de indústrias, de saúde e comércio.

## Clima
O clima da cidade é o subtropical úmido.

## História
A cidade foi fundada em 27 de dezembro de 1827. É considerada por alguns historiadores ser a cidade natal de Eva Perón.

## Esportes
No futebol, a cidade se destaca por ser a sede do Club Atlético Sarmiento, que atualmente milita no Campeonato Argentino de Futebol da Primeira Divisão.